# دلفین سفید چینی
دلفین سفید چینی (نام علمی: Sousa chinensis chinensis) نام یک زیرگونه از سرده دلفین گوژپشت است.